# Aleksander Tansman

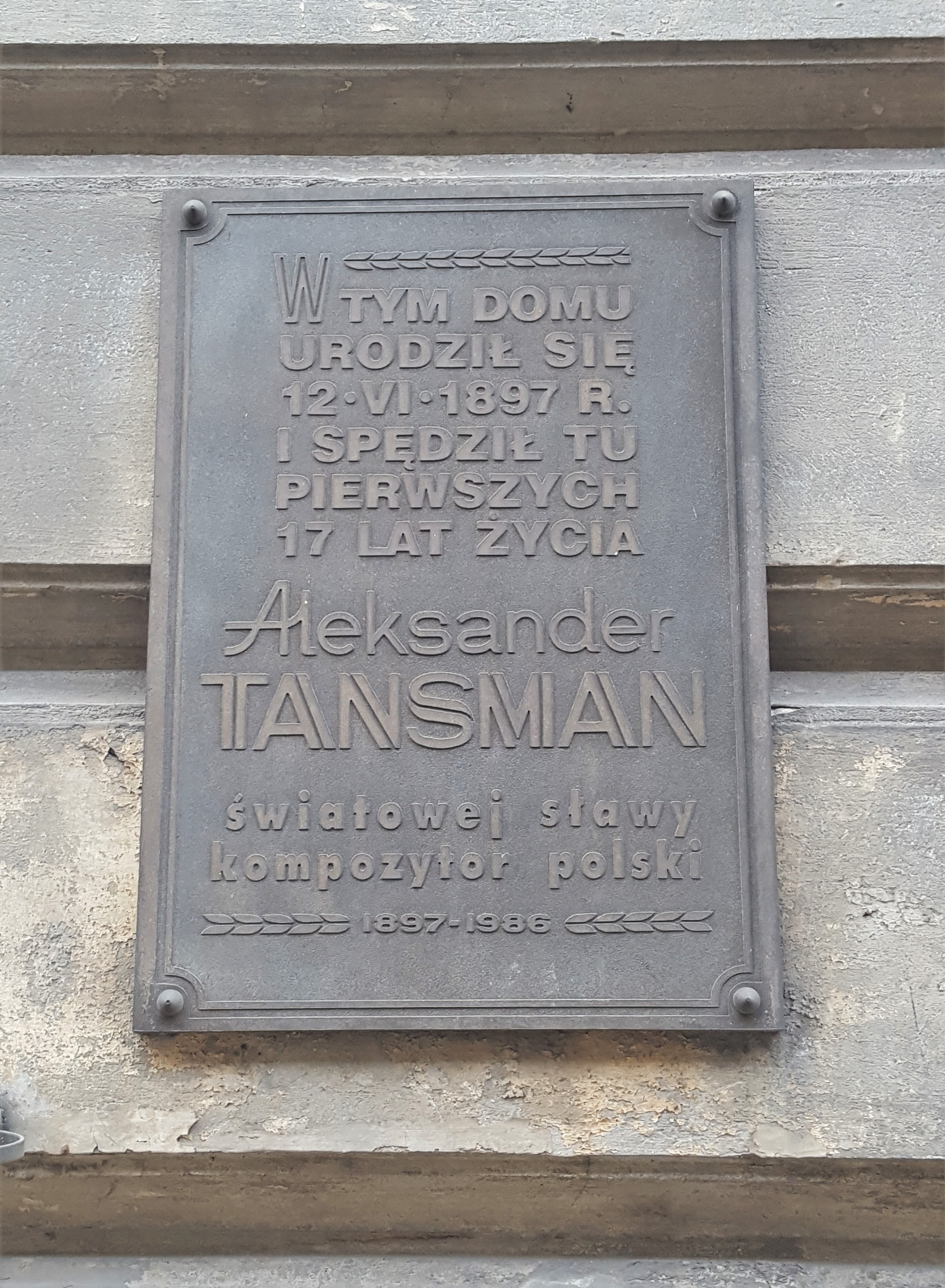
Tablica pamiątkowa, kamienica przy ul. Adama Próchnika 18, Łódź

Aleksander Tansman (ur. 11 czerwca 1897 w Łodzi, zm. 15 listopada 1986 w Paryżu) – polski kompozytor, pianista-wirtuoz i dyrygent żydowskiego pochodzenia.

## Życiorys
Jego rodzice pochodzili z rodów żydowskich wywodzących się z dawnego Wielkiego Księstwa Litewskiego: ojciec Mosze Tancman oraz matka Chana Gurwicz pochodzili z Pińska. Dziadek Leon Gurwicz był uczonym oraz tajnym radcą dworu cesarskiego z prawem do tytułu szlacheckiego.
W domu rodzinnym rozmawiano przede wszystkim w języku polskim oraz francuskim (rodzice byli frankofilami). Tansman rozpoczął edukację w Łodzi w gimnazjum z wykładowym językiem polskim. Lekcje muzyki pobierał w szkole Nauma Podkaminera (ucznia Nikołaja Rimskiego-Korsakowa), u Karla Lütschga, Sándora Vasa i Wojciecha Gawrońskiego. W młodości przyjaźnił się z Julianem Tuwimem i Pawłem Kleckim. Tu też występował w Łódzkiej Orkiestrze Symfonicznej pod dyrekcją Tadeusza Mazurkiewicza. Od 1915 roku kontynuował edukację w Warszawie. Teorię muzyki studiował u Piotra Rytla, kompozycję u Henryka Melcera-Szczawińskiego i prawo na Uniwersytecie Warszawskim. Z początkiem listopada 1918 brał udział w studenckich manifestacjach patriotycznych i wstąpił do Legii Akademickiej, w większości z udziałem członków POW, przeformowanej w regularny pułk piechoty. W styczniu 1919 roku Tansman wygrał pierwszy w niepodległej Polsce konkurs kompozytorski i w następnych miesiącach dał szereg koncertów w Warszawie. Zwycięskie dzieło, Romans na skrzypce i fortepian, opublikowane zostało nakładem wydawnictwa Gebethner i Wolff.
Jesienią 1919, otrzymawszy wizę wyjazdową przyznaną przez premiera Ignacego Jana Paderewskiego, wyjechał do Paryża, gdzie za namową swych mistrzów, w tym Zdzisława Birnbauma, pragnął kontynuować i rozwijać karierę artystyczną. Z Paryżem związał się na całe życie. W latach II wojny światowej wraz z rodziną z powodu zagrożenia Zagładą przebywał w Stanach Zjednoczonych (Los Angeles). Do Francji wrócił w 1946 roku. Jako kompozytor zdobył prawdziwie globalne uznanie. Przez całe życie koncertował również jako pianista i dyrygent w Europie, Ameryce Północnej i na Dalekim Wschodzie.

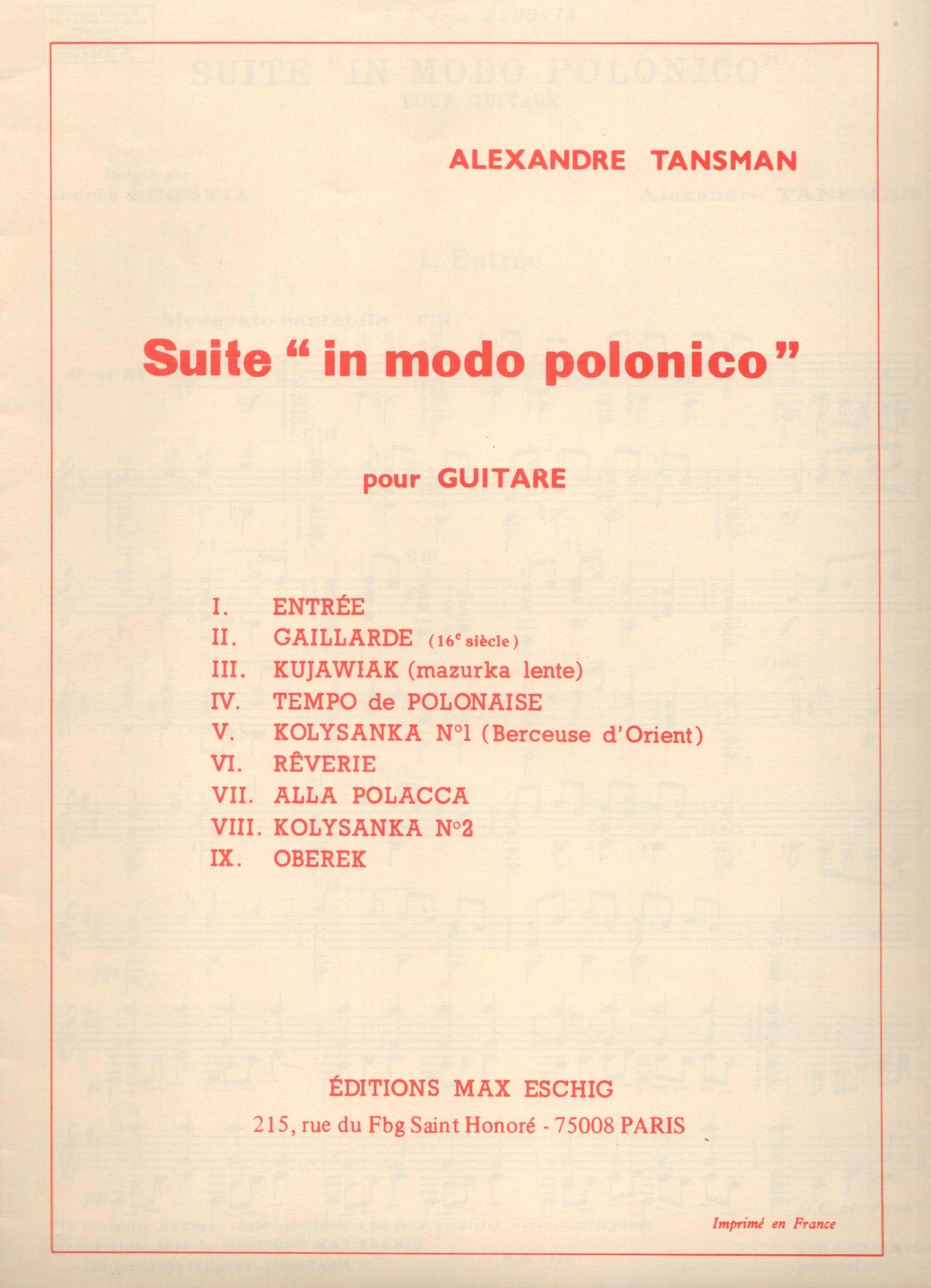
Okładka Suite in modo polonico (1962) utworu dedykowanego Andresowi Segovii, Editions Max Eschig

Odchodząc od wpływów neoromantyzmu – szczególnie afirmowanych w tradycji niemieckiej – i zwracając się ku tradycji romańskiej, Tansman stał się „pierwszym w dziejach polskiej muzyki kompozytorem, łączącym jawną orientację klasyczną z tak szerokim rozmachem i dorobkiem”. Był współtwórcą i jednym z najwcześniejszych oraz najwybitniejszych przedstawicieli neoklasycyzmu w muzyce światowej, obok Igora Strawińskiego, Dariusa Milhaud, Paula Hindemitha, Francisa Poulenca czy Alfredo Caselli. Należał też do najbardziej cenionych reprezentantów międzynarodowej grupy muzycznej École de Paris, obok Bohuslava Martinů, Tibora Harsányi’ego, Aleksandra Czeriepnina, Marcela Mihalovici, Siergieja Prokofiewa. Obok Karola Szymanowskiego, Tansman był „w istocie pierwszym kompozytorem, który związał polską muzykę z nowym, dwudziestowiecznym językiem kompozytorskim. Już w 1915 roku stosował technikę politonalną (Album polski na fortepian)”.

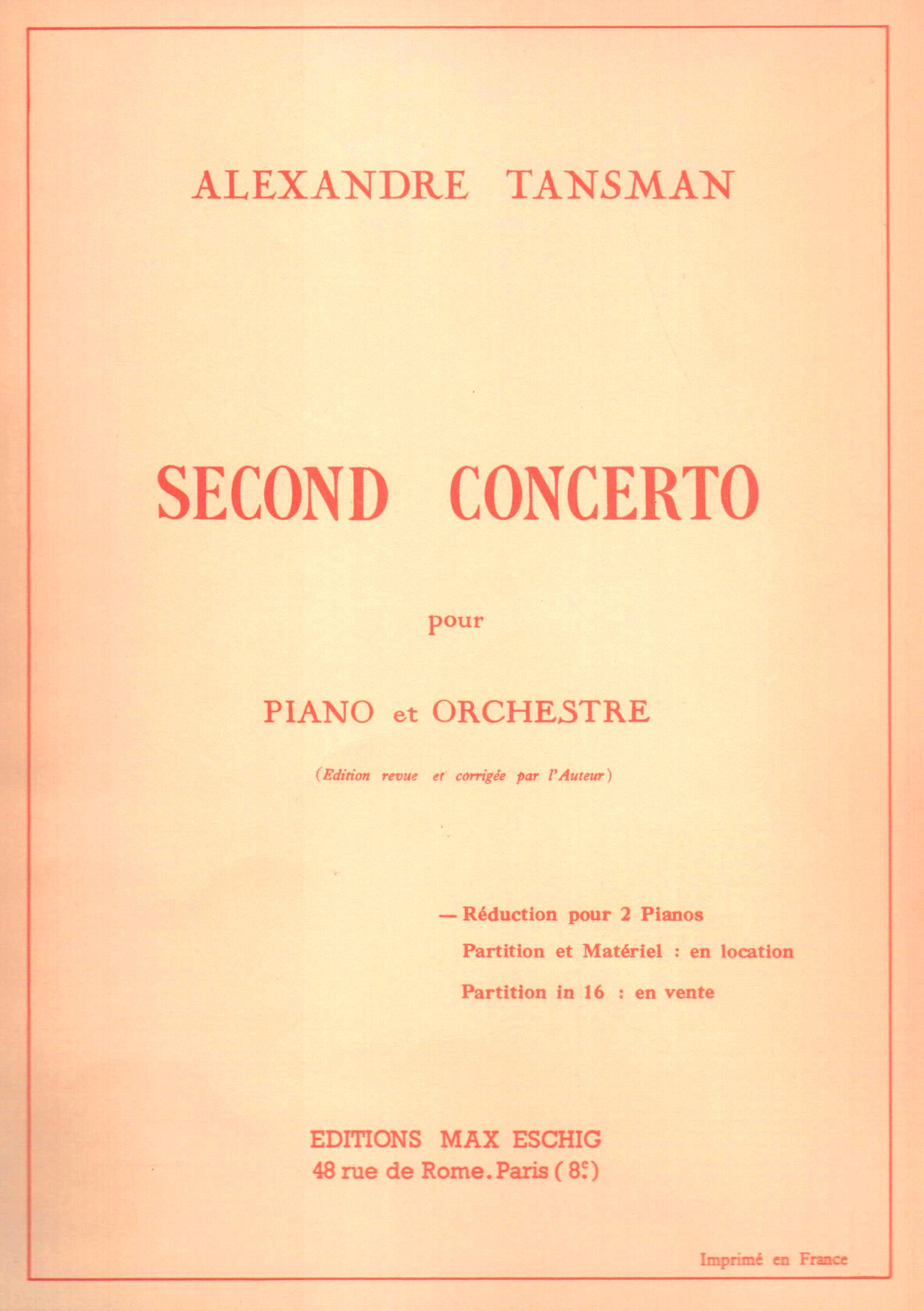
Okładka partytury II Koncertu fortepianowego (1927) dedykowanego Charliemu Chaplinowi, Editions Max Eschig

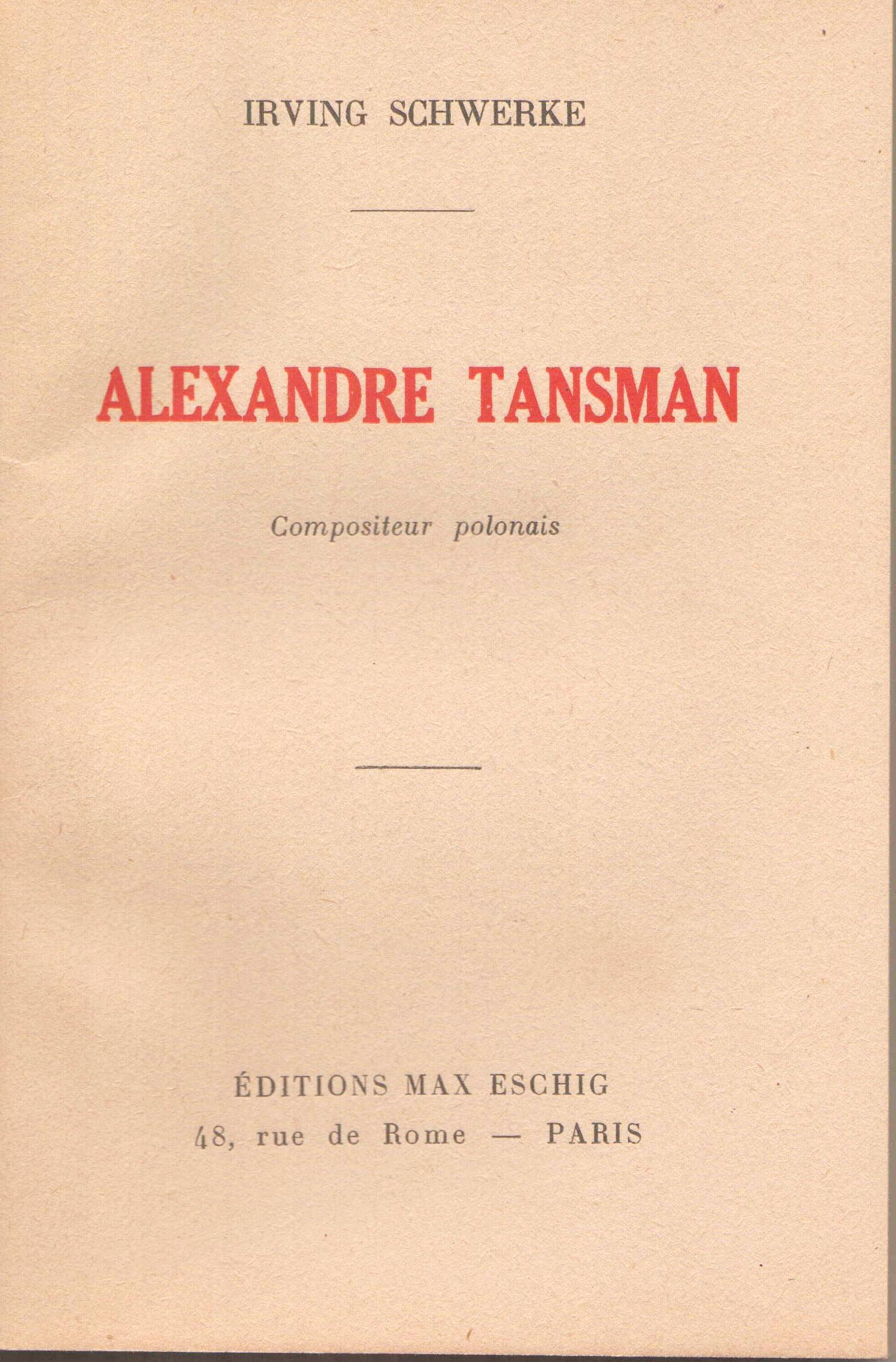
Okładka książki Irvinga Schwerkego, poświęconej twórczości Aleksandra Tansmana, Paryż 1931

Sława, jaką Tansman zdobył już w latach dwudziestych, przyczyniła się do podniesienia rangi kultury polskiej na świecie. Tradycje wieków rozwoju europejskiej muzyki, nawiązania do gatunków chopinowskich (np. mazurki, nokturny), folkloru polskiego, jak też tradycji żydowskiej, daleko-wschodniej i amerykańskiej, łączą się w muzyce Tansmana z nowoczesnością i najnowszymi osiągnięciami w dziedzinie kompozycji. Stosował m.in. tylko jego muzyce właściwy akord – poliharmoniczne współbrzmienie zwane „drapaczem chmur” – i wprowadził całkowicie indywidualny sposób kształtowania formy. Jego twórczość wyróżniała się nowatorstwem i oryginalnością języka muzycznego, zarówno na tle środowiska paryskiego i europejskiego neoklasycyzmu, jak też rodzimych, polskich dokonań. Dorobek Tansmana jest obfity i wszechstronny. Był bardzo cenionym mistrzem instrumentacji, kompozytorem muzyki symfonicznej, chóralno-orkiestrowej, scenicznej, kameralnej, fortepianowej, gitarowej – wykonania jego utworów na świecie sięgały niekiedy nawet 500 rocznie.
W latach 1932–1933 Tansman odbył artystyczne tournée dookoła świata, podczas którego honorowany był osobiście, m.in. przez Mahatmę Gandhiego czy cesarza Japonii Hirohito, który nadał mu medal Jiji Shimpo „w uznaniu wybitnego wkładu do sztuki światowej”. Wówczas Tansmanowi przyznano również godność honorowego samuraja, w dowód czego otrzymał miecz i dożywotnie prawo do pogrzebu na koszt państwa japońskiego.
W 1945 roku muzyka Tansmana do filmu Paris Underground Gregory Ratoffa, otrzymała nominację do Oscara. Był to pierwszy polski kompozytor wyróżniony przez hollywoodzką Akademię Filmową w kategorii „original music”. Tansman komponował muzykę filmową okazjonalnie, ale od początku lat 30. współpracował w tym zakresie z najwybitniejszymi przedstawicielami awangardy filmowej, jak Jean Epstein i Julien Duvivier.

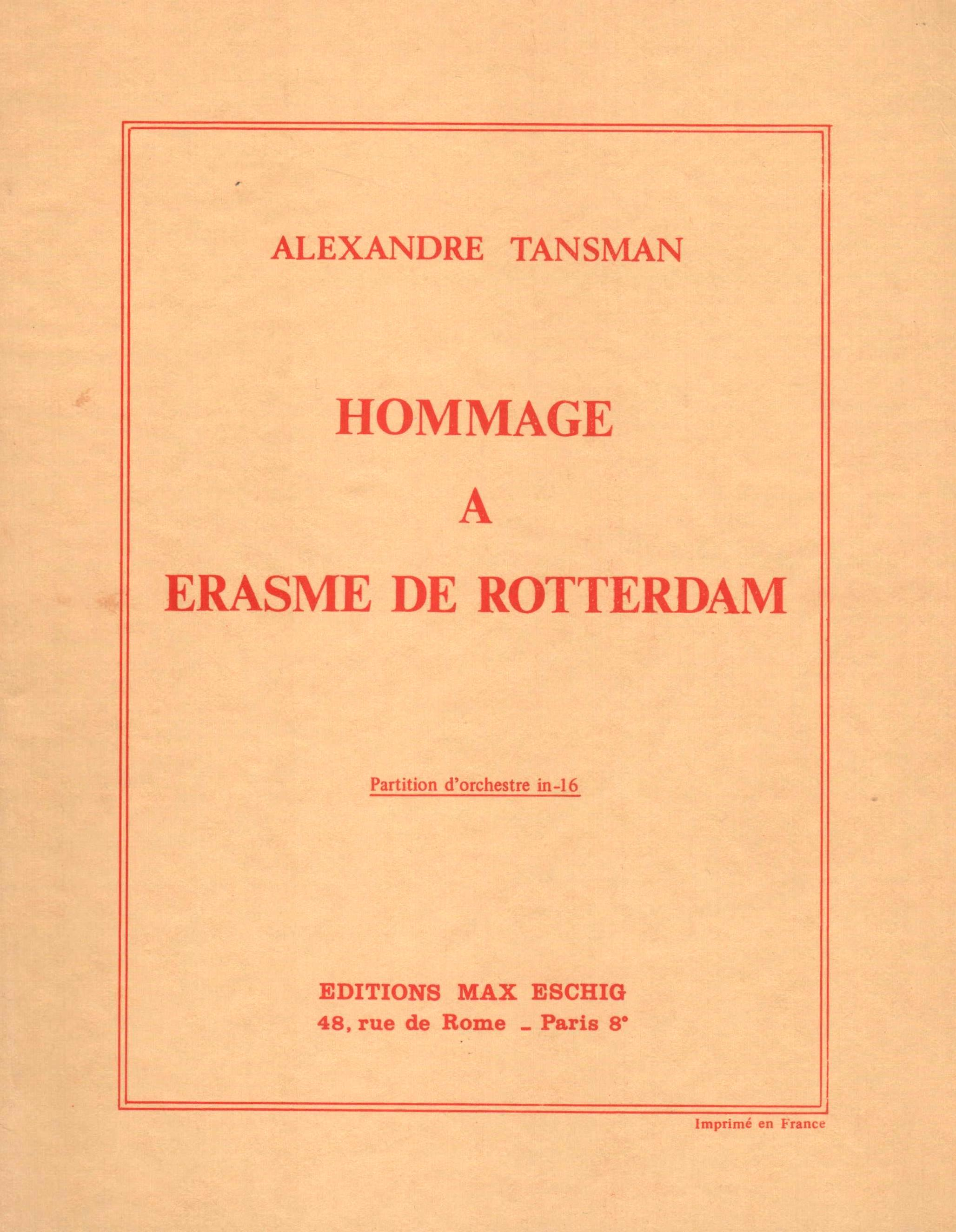
Okładka partytury Hommage a Erasme de Rotterdam (1969), Editions Max Eschig

Kompozycje zamawiali u niego m.in. Orchestre des Concerts Golschmann (Impressions pour orchestre, 1921) Orchestre des Concerts Koussevitzky w Paryżu (Scherzo sinfonico, Légende, 1923, II Symfonia, 1926), Orchestre des Concerts Straram (Ouverture symphonique, 1926), Fundacja Elizabeth Sprague Coolidge w Waszyngtonie (Triptyque, 1930), Królowa Belgów Elżbieta (III Symfonia koncertująca, 1931, Suita barokowa, 1958), Filharmonia w Rotterdamie (Partita, 1933, Hommage à Erasme de Rotterdam, 1969), Kurt Jooss (La Grand Ville, 1935), Saint Louis Symphony Orchestra (Variations sur un theme de Frescobaldi, 1937, Ricercari, 1949), UNESCO (Tombeau de Chopin, 1949), Radio France (Voyage de Magellan, 1949, Le Serment, 1953), Fundacja Forda w Nowym Jorku (Capriccio, 1954), Agencja Radia i Telewizji Francuskiej R.T.F. (Koncert na klarnet i orkiestrę, 1957, Symfonia kameralna, 1960, Concertino na flet i orkiestrę, 1968), Międzynarodowy Festiwal Muzyki Współczesnej w Wenecji (Les Habits Neufs du Roi, 1959), Opera Nicejska (Zmartwychwstanie, 1962, L'usignolo di Boboli, 1963), Międzynarodowy Mistrzowski Konkurs Pianistyczny im. Artura Rubinsteina w Tel Awiwie (Hommage à Arthur Rubinstein, 1973), francuskie Ministerstwo Kultury (Georges Dandin, 1974, Dziesięć przykazań, 1978).
Jednym z przejawów uznania były także bliskie stosunki, jakie utrzymywał z takimi znakomitościami jak m.in. Maurice Ravel, André Gide, Jean Cocteau, Charlie Chaplin, Alban Berg, Arnold Schönberg, George Gershwin, Albert Einstein, Charles Laughton, Dmitrij Mereżkowski, Alejo Carpentier, Lion Feuchtwanger, Julien Duvivier, Franz Werfel, Aldous Huxley, Béla Bartók, Edward G. Robinson, Thomas Mann, Emil Ludwig, Aaron Copland, Jean Renoir, Vladimir Jankélévitch, Salvador de Madariaga. Owocem przyjaźni z Igorem Strawińskim była ceniona monografia - esej autorstwa Tansmana pt. Igor Stravinsky (1948).

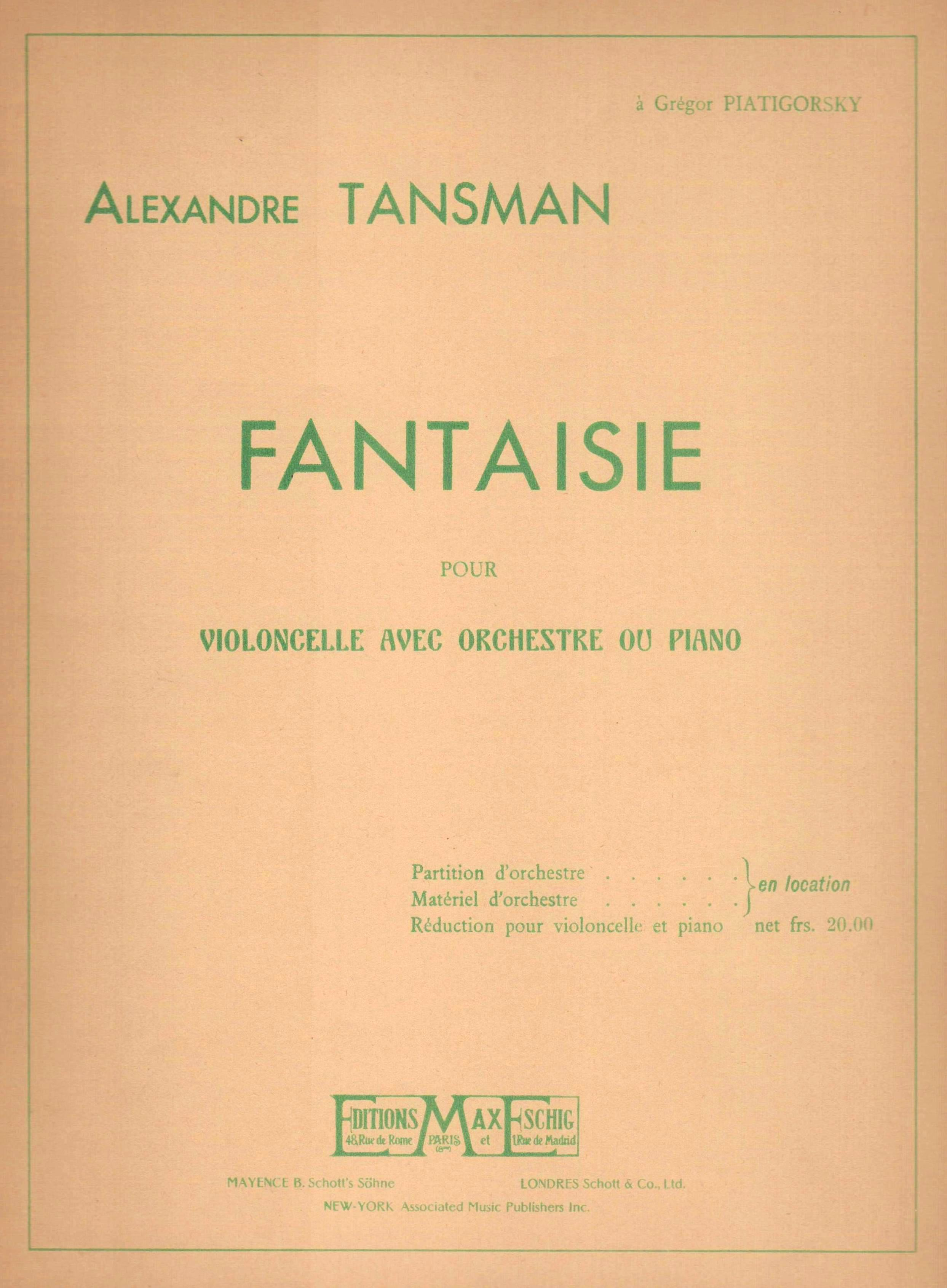
Okładka partytury Fantaisie na wiolonczelę i orkiestrę (1936) dla Grigorija Piatigorskiego, Editions Max Eschig

Dzieła Tansmana wykonywali m.in. dyrygenci Tullio Serafin i Arturo Toscanini oraz André Caplet, Siergiej Kusewicki, Vladimir Golschmann, Walter Damrosch, Désiré-Émile Inghelbrecht, Leopold Stokowski, Willem Mengelberg, Pierre Monteux, Henry Wood, Hermann Abendroth, Walther Straram, Erich Kleiber, Otto Klemperer, Adrian Boult, Emil Młynarski, Grzegorz Fitelberg, Dimitri Mitropoulos, Artur Rodziński, Jascha Horenstein, Eugene Ormandy, Charles Bruck, Eugène Bigot, Bruno Maderna, Jean Fournet, André Cluytens, Malcolm Sargent, Rafael Kubelík, Paul van Kempen, Charles Münch, Roger Wagner, Ferenc Fricsay, Carlos Chávez, Stanisław Wisłocki, Renard Czajkowski, Zygmunt Rychert, Jerzy Maksymiuk, Wojciech Michniewski, Krzysztof Penderecki. Jego utwory grały najsławniejsze zespoły, wprowadzali je na estrady pianiści: Marie-Aimée Roger-Miclos, Walter Gieseking, José Iturbi, Henri Gil-Marchex, Jan Smeterlin, Mieczysław Horszowski, Léo-Pol Morin, Henryk Sztompka, Karol Szreter, Dimitri Tiomkin, Zbigniew Drzewiecki, Arturo Benedetti Michelangeli, Alicia de Larrocha. Śpiewali je: Maria Freund, Jane Bathori, Stanisława Korwin-Szymanowska, Maria Sartova, Halina Szymulska. Wykonywali je gitarzysta: Andrés Segovia, skrzypkowie: Bronisław Huberman, József Szigeti, Jascha Heifetz, Héléne Jourdan-Morhange, Irena Dubiska, Henri Temianka, wiolonczeliści: Pablo Casals, Grigorij Piatigorski, Gaspar Cassadó, Maurice Maréchal, Enrico Mainardi, Kazimierz Wiłkomirski, Roman Suchecki.
Jako twórca baletów współpracował z takimi choreografami jak m.in. Olga Prieobrażenska, Rudolf Laban, Adolf Bolm, Kurt Jooss, Ernst Uthoff.
Od pierwszej połowy lat dwudziestych, i przez kolejne dziesięciolecia, utwory Tansmana były wykonywane w najlepszych salach koncertowych świata, jak m.in. Filharmonia Warszawska, Salle Gaveau, Salle des Agriculteurs, Palais du Trocadéro, Narodowa Opera Paryża - Opéra Garnier, Théâtre Mogador, Théâtre du Vieux-Colombier, Filharmonia Nowojorska, Salle Pleyel, Théâtre Royal de la Monnaie, Filharmonia Berlińska, Carnegie Hall, Berlin Staatsoper, Royal Albert Hall, Metropolitan Opera, Cleveland Severance Hall, Royal Concertgebouw, American Academy of Music, Teatro La Fenice, Chicago Symphony Center, Théâtre des Champs-Élysées, Wigmore Hall, Hollywood Bowl, Boston Symphonic Hall, Chateau Royal de Laeken, Teatro Calderón, Teatr Narodowy w Oslo.
W 1977 roku, w dowód uznania jego wkładu do kultury Europy, jako pierwszy polski artysta Tansman otrzymał (po zmarłym Dymitrze Szostakowiczu) fotel Królewskiej Akademii Nauk, Literatury i Sztuki w Brukseli, której członkami byli także m.in. Gioacchino Rossini, Giuseppe Verdi, Johannes Brahms, Ferenc Liszt, Manuel de Falla, Florent Schmitt, Maurice Ravel, Igor Strawiński, Franco Alfano, Jean Sibelius, Darius Milhaud, Benjamin Britten, Olivier Messiaen. W 1979 roku Związek Kompozytorów Polskich przyznał mu członkostwo honorowe, a Akademia Muzyczna w Łodzi – tytuł doctora honoris causa (1986).
Wspominając Aleksandra Tansmana, Marian Fuks zapisał: „Do ostatnich dni życia cechowała go, a znałem go osobiście od wielu lat, ogromna witalność i radość życia. Był ciągle aktywny i pełen uroku. Nie był nigdy sędziwy, po prostu miał sporo lat. [...] Mimo iż ogromnie dużo pracował, tworzył i koncertował – Tansman nie był ascetą. Kochał życie i kobiety”.

### Życie prywatne

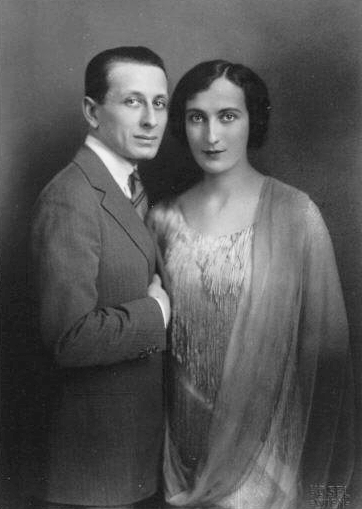
Aleksander Tansman i Anna Eleonora Brociner

W 1924 roku Tansman poślubił Annę Eleonorę Brociner, pochodzącą z rumuńsko-szwajcarskiej rodziny (jej stryj był sekretarzem królowej Elżbiety). Rozwiedli się w 1932 roku. W 1934 roku poznał Nadjeżdę de Bragança, wnuczkę Michała II pretendenta do tronu Portugalii. Ich romans zakończył się w 1936 roku. W 1937 roku poślubił Colette Cras, wybitną pianistkę, córkę Jeana Crasa, wiceadmirała francuskiej floty i dowódcy portu w Breście, który był także kompozytorem. Mieli dwie córki, Mireille (ur. 1939) i Marianne (ur. 1940).

## Upamiętnienie
Temat IV Symfonii Tansman Epizody na orkiestrę symfoniczną, fortepian i organy, napisanej przez Henryka Mikołaja Góreckiego w 2006 roku, został zbudowany z liter imienia i nazwiska Aleksandra Tansmana.
Aleksander Tansman jest bohaterem powieści francuskiego pisarza Rémi Hupperta: La partition de l’exil, opublikowanej nakładem paryskiego wydawnictwa Michel de Maule w 2017 roku.
Jednym z głównych - obok Juliana Tuwima - bohaterów wystawy „Paweł Klecki i muzyka Łodzi” zrealizowanej w Muzeum Miasta Łodzi jest Aleksander Tansman.

## Tansman o sztuce i tradycji
Nie wierzę w rewolucję w muzyce, tylko w ewolucję. Tradycja w sztuce jest jak drzewo – gałęzie suche same odpadają, wyrywanie całego drzewa jest niebezpieczne. Korzeń musi zostać.

## Wybrane kompozycje

### Utwory sceniczne

#### opery
- La Nuit Kurde, libretto Jean Richard Bloch (1926–1927)
- Złote runo, libretto Salvador de Madariaga (1939)
- Le roi qui jouait le fou (1948)
- Le Serment według Honoré de Balzaca (1955)
- Sabbataj Cwi, fałszywy mesjasz, libretto Nathan Bistritzky (1958)
- L’Usignolo di Boboli, libretto Mario Labroca (1963)
- Georges Dandin według Molière'a (1973–1974)

#### balety
- Le Jardin du paradis według Hansa Christiana Andersena (1922)
- Sextuor według Alexandre'a Arnoux (1923)
- Lumières (1927)
- Le Cercle Eternel (1929)
- Bric-à-Brac według Alexandre'a Arnoux (1935)
- La Grande Ville à Kurt Jooss (1935, 1944)
- Le Habits Neufs du Roi według Hansa Christiana Andersena (1959)
- Zmartwychwstanie według Lwa Tołstoja (1961–1962)

### Utwory instrumentalne

#### symfoniczne
- Sérénade pour orchestre (1916)
- I Symfonia (1917)
- Impressions pour orchestre (1920)
- Taniec czarownicy (1923)
- Scherzo sinfonico à Siergiej Kusewicki (1923)
- I Sinfonietta (1924)
- Ouverture symphonique (1926)
- II Symfonia a-moll (1926)
- Esquisse à mon ami Alban Berg (1927)
- Toccata à Pierre Monteux (1929)
- III Symfonia – Symfonia koncertująca (1931)
- Cztery tańce polskie (1931)
- Deux moments symphoniques (1932)
- Deux Pieces à Arturo Toscanini (1934)
- IV Symfonia (1939)
- Rapsodia polska (1940)
- V Symfonia à Paweł Klecki (1942)
- VII Symfonia „Liryczna” (1944)
- Musique pour orchestre – VIII Symfonia (1948)
- Sinfonia piccola (1951–1952)
- Capriccio (1954)
- Concerto pour orchestre à Darius Milhaud (1954)
- IX Symfonia (1957–1958)
- Suita barokowa (1958)
- Symfonia kameralna (1960)
- Six Etudes (1962)
- Quatre Mouvements (1967–1968)
- Hommage à Erasme de Rotterdam (1968–1969)
- Stèle in memoriam Igor Stravinsky (1972)
- Elegia pamięci Dariusa Milhaud (1975)
- II Sinfonietta (1978)
- Dziesięć przykazań (1978–1979)

#### na orkiestrę smyczkową
- Triptyque (1930)
- Partita (1933)
- Wariacje na temat Girolamo Frescobaldiego (1937)
- Muzyka na smyczki (1947)
- Tombeau de Chopin (1949)
- Six Mouvements (1962–1963)

#### koncerty
- I Koncert na fortepian i orkiestrę (1925)
- II Koncert na fortepian i orkiestrę (1927)
- Concertino na fortepian i orkiestrę (1931)
- Fantaisie na wiolonczelę i orkiestrę (1936)
- Koncert na altówkę i orkiestrę (1936–1937)
- Koncert na skrzypce i orkiestrę (1937)
- Pièce concertante na fortepian (lewą rękę) i orkiestrę (1943)
- Concertino na gitarę i orkiestrę (1945)
- Concertino na obój, klarnet i orkiestrę (1952)
- Hommage à Manuel de Falla na gitarę i orkiestrę (1954)
- Koncert na klarnet i orkiestrę (1955)
- Musique de cour na gitarę i orkiestrę (1960)
- Koncert na wiolonczelę i orkiestrę (1963)
- Suite concertante na obój i orkiestrę kameralną (1954)
- Concertino na flet i orkiestrę (1968)
- Musique na harfę i orkiestrę (1981)

#### kameralne
- I Trio na fortepian, skrzypce i wiolonczelę (1915)
- I Kwartet smyczkowy (1917)
- Romans na skrzypce i fortepian (1918)
- II Sonata na skrzypce i fortepian (1919)
- II Kwartet smyczkowy (1922)
- Sonatina na flet i fortepian (1925)
- III Kwartet smyczkowy (1925)
- Suite-Divertissement (1929)
- Cinq Pièces na skrzypce i fortepian (1930)
- Septuor à Béla Bartók, na flet, obój, klarnet, fagot, trąbkę, altówkę, wiolonczelę (1932)
- IV Kwartet smyczkowy (1935)
- Deux Mouvements na cztery wiolonczele (1935)
- II Trio na fortepian, skrzypce i wiolonczelę (1938)
- V Kwartet smyczkowy (1940)
- Sextuor à cordes (1940)
- VI Kwartet smyczkowy (1944)
- Divertimento à Arnold Schönberg, na obój, klarnet, trąbkę, wiolonczelę, fortepian (1944)
- VII Kwartet smyczkowy - musique pour cordes (1947)
- Suite na trio stroikowe (1949)
- Tombeau de Chopin na kwintet smyczkowy (1949)
- Sonatina na fagot i fortepian (1952)
- Sonatina da camera na flet, skrzypce, altówkę, wiolonczelę, harfę (1952)
- Partita na wiolonczelę i fortepian (1955)
- VIII Kwartet smyczkowy (1956)
- Fantaisie na skrzypce i fortepian (1963)
- Trois Pièces na klarnet, harfę, kwartet smyczkowy (1970)
- Suite in modo polonico na harfę i gitarę (1976)
- Miniatures na trąbkę, róg, puzon (1976)
- Musique à six (1977)
- Musique na klarnet i kwartet smyczkowy (1982)

#### fortepianowe
- I Sonata (1915)
- Album polski (1915-1916)
- Wariacje i fuga na temat słowiański (1917)
- Mazurki (1918)
- Osiem nokturnów (1922)
- Vingt Pièces Faciles sur des Mèlodies Populaires Polonaises à Ignacy Paderewski (1924)
- Sonata rustica à Maurice Ravel (1925)
- Sonatina transatlantycka (1930)
- Mazurki (1932)
- III Sonatina à Walter Spies (1933)
- Mazurki (1941)
- Cztery nokturny à Igor Strawinski (1952)
- V Sonata pamięci Beli Bartóka (1955)
- Notturno intermezzo pour Marcel Mihalovici (1961)
- Hommage à Arthur Rubinstein (1973)
- L'Oiseau qui n'existe pas pour Claude Aveline (1978)
- Album d'amis (1980)

#### na gitarę
- Mazurka à Andrés Segovia (1925)
- Cavatina à Andrés Segovia (1950)
- Trois Pièces à Andrés Segovia (1954)
- Invenzione, Notturno romantico e Segovia (1957)
- Suite pour guitare (1958)
- Danza Pomposa à Andrés Segovia (1961)
- Suite in modo polonico (1962)
- Ballade. Hommage à Chopin (1965)
- Hommage à Chopin (1966)
- Pezzo in modo antico per chitarra (1970)
- Variations sur un Thème de Scriabine (1972)
- Deux chansons populaires (1978)
- Hommage à Lech Walesa (1982)

### na chór i orkiestrę
- VI Symfonia „In memoriam” (1944)
- Oratorium Prorok Izajasz (1949–1950)
- Prolog i Kantata (1957)
- Psalmy à Salvador de Madariaga (1960–1961)
- Apostrofa do Syjonu (1976–1977)

#### chóralne (religijne)
- Kol-Nidrei na tenor, chór i organy (1945)
- Dwie staropolskie pieśni religijne na chór i organy (1945)
- Ma Tovu na tenor/baryton, chór i organy (1946)
- Cztery modlitwy (Psalmy Dawida) na chór mieszany (1951)

#### na głos i orkiestrę
- Osiem pieśni japońskich (1918)
- Six Songs (1934)
- Quatre Sonnets de Shakespeare (1955)
- Huit Stèles de Victor Segalen à Maria Sartova (1979)